# Thriller 40
Thriller 40 is de 40-jarige jubileumeditie van Thriller, het zesde soloalbum van de Amerikaanse popster Michael Jackson. Thriller 40 werd internationaal uitgebracht op 18 november 2022 door de platenlabels Epic Recods, Legacy Records en MJJ Productions. Het album is na Thriller Special Edition (2001) en Thriller 25 (2008) de derde heruitgave met nieuwe muziek afkomstig van de opnamesessies voor Thriller.

## Uitgave
Op 16 mei 2022 werd Thriller 40 door de Estate of Michael Jackson aangekondigd als de twaalfde postuumuitgave door Sony en Motown sinds Jackson zijn overlijden in 2009. Ook werd een samenwerking met platenlabel Mobile Fidelity Sound Lab aangekondigd voor de uitgave van een Thriller Super Audio CD en een tot 40.000 stuks gelimiteerde Thriller high fidelity LP. Op 18 november 2022 werd onaangekondigd ook een 360 Reality Audio- en Dolby Atmos-versie van Thriller uitgegeven op Amazon Music en Apple Music.
Op 29 augustus 2022 kondigde Legacy Recordings aan dat er tien bonusnummers op de digitale en cd-versie van Thriller 40 zouden verschijnen. Eens per week werd er een nieuw nummer aangekondigd via de website, het Instagram- en het X-account van Jackson.

## Bonusnummers
De tweede cd van Thriller 40 bevat de originele demo's van de nummers Behind The Mask (een afgemaakte en gemoderniseerde versie van het nummer werd in 2010 postuum uitgegeven op Michael), Thriller (getiteld Starlight en opgenomen voordat werd besloten om Thriller een horrorthema te geven, eerder uitgelekt) en Best Of Joy (getiteld The Toy en origineel bestemd voor Richard Pryor zijn gelijknamige film). Ook de demo's She's Trouble (een vroegere versie van het nummer getiteld Trouble lekte uit in 2002), What a Lovely Way to Go (origineel getiteld What a Lonely Way to Go voor Jacksons album Off The Wall) en Who Do You Know verschenen op het album.
Verder bestaat de tracklist uit Got The Hots (eerder uitgegeven op enkele versies van Thriller 25), Carousel (uitgelekt in 2002 en eerder als korte versie verschenen op Thriller Special Edition), Can't Get Outta the Rain (eerder uitgegeven als B-side op diverse singles en onderdeel van The Essential Michael Jackson) en Sunset Driver (in 2004 onderdeel van The Ultimate Collection).

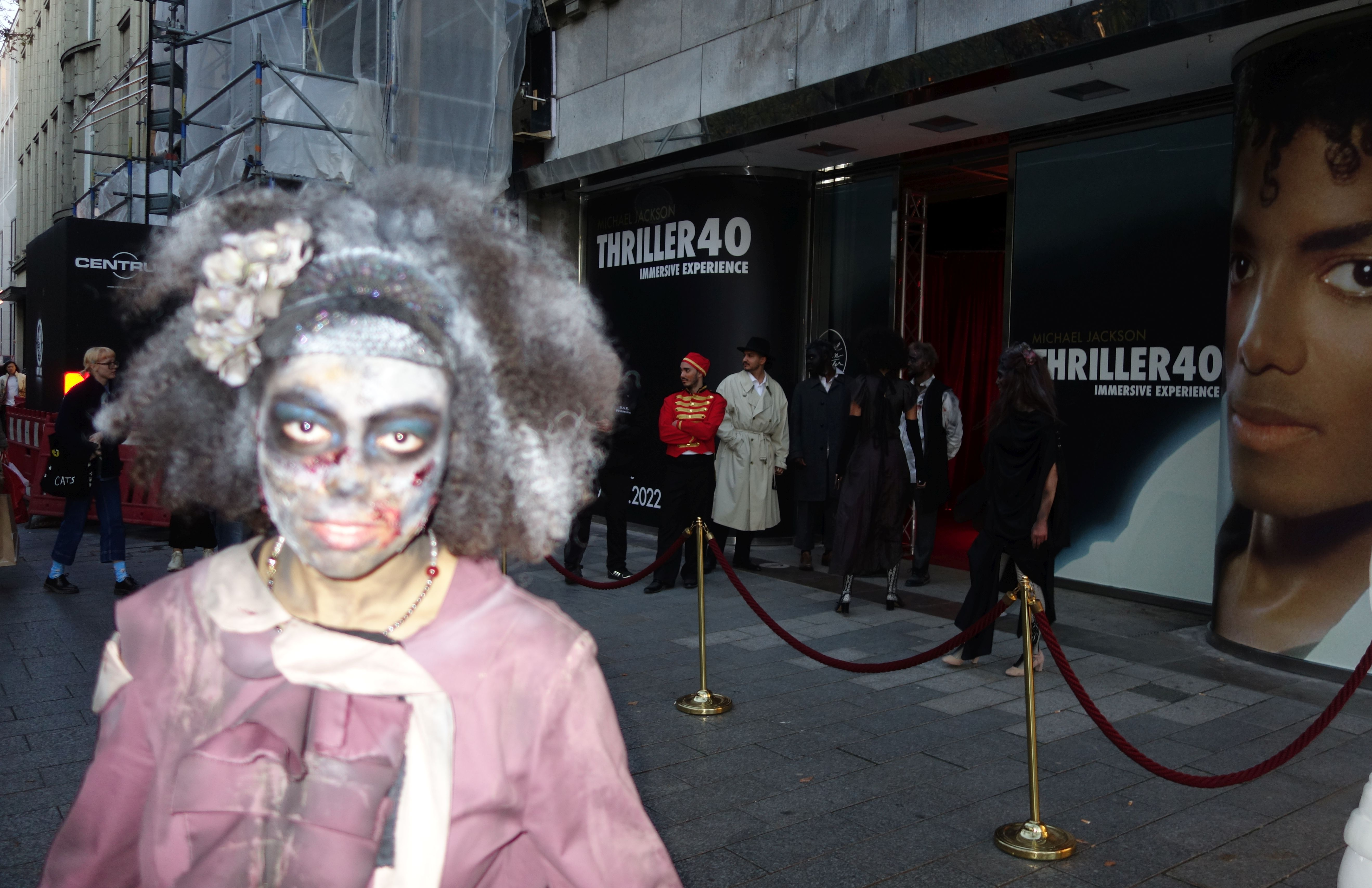
Ingang van de 'Thriller Immersive Experience' in Düsseldorf, Duitsland

## Promotie
Ter promotie van het 40-jarig bestaan van Thriller en de Thriller 40-heruitgave werden diverse evenementen en optredens georganiseerd. Op 15 mei 2022 trad zanger Maxwell tijdens de Billboard Music Awards op met Jacksons nummer The Lady In My Life en op 4 oktober 2022 kondigde Nelson George aan dat hij was gevraagd voor het maken van een documentaire over Thriller.

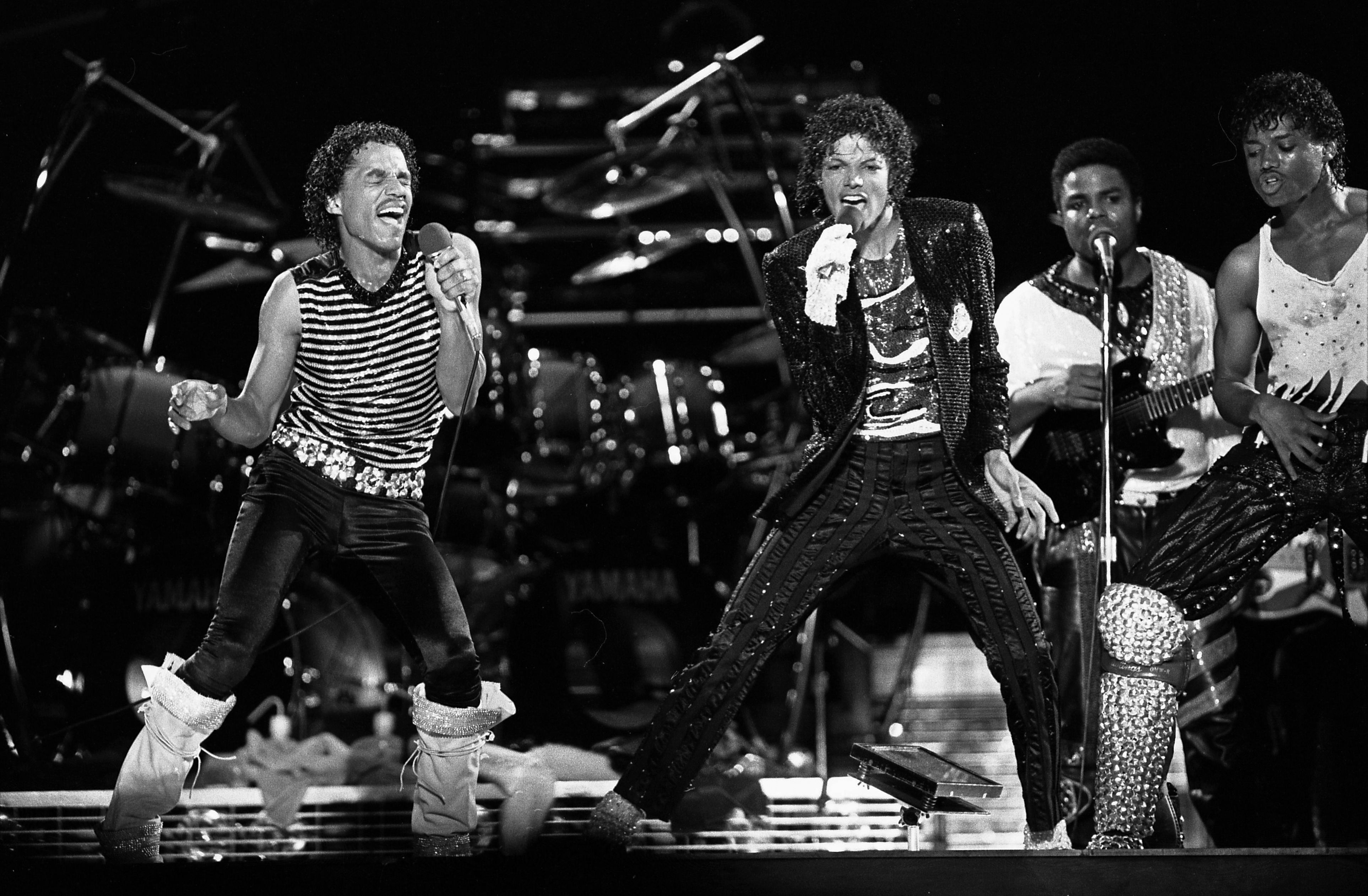
4K videofragmenten van de Victory Tour werden voor het eerst getoond in de Thriller 40 documentaire.

Op 1 november ging de officiële wereldwijde promotie voor Thriller 40 van start. Er werden 'Fan Event Parties' georganiseerd in grote steden van negen verschillende landen, er was een pop-up 'Immersive Experience' in Düsseldorf (10-13 november) en New York (18-20 november) en in acht landen werd op 30 november George's Thriller 40-documentaire eenmalig vertoond. De documentaire werd uiteindelijk op 2 december 2023 online geplaatst op streamingdienst Showtime en verscheen wereldwijd op Paramount+.
Op 14 november 2022 werd de 4K-versie van Jacksons muziekvideo voor Beat It uitgebracht, op 17 november volgde ook de 4K-versie van de muziekvideo voor Thriller. 

## Verkoopcijfers en hitlijsten
In de Verenigde Staten wordt Thriller 40 volgens de regels van Billboard beschouwd als hetzelfde album als Thriller en keerde het op de Billboard 200-hitlijst terug op plek zeven. Er werden in de Verenigde Staten 37.000 exemplaren verkocht in de eerste week na uitgave. In de tweede week kwamen hier nog eens 18.000 exemplaren bij.
In Nederland gelden voor Thriller 40 dezelfde regels als in de Verenigde Staten en stond het album als Thriller in de hitlijsten. In de eerste week na uitgave behaalde het album de nummer 5-positie in de Album Top 100 en werd het nummer 2 in de Vinyl 33, een hitlijst gekoppeld aan de verkoopcijfers van LP's. Ook in België (Vlaamse hitlijst) behaalde Thriller de vijfde positie in de Ultratop 200 Albums.

## Tracklist
| Disc 1: Thriller (aanwezig op alle uitgaven van het album) | Disc 1: Thriller (aanwezig op alle uitgaven van het album) | Disc 1: Thriller (aanwezig op alle uitgaven van het album) | Disc 1: Thriller (aanwezig op alle uitgaven van het album) |
| No.                                                        | Titel                                                      | Tekstschrijvers                                            | Productie                                                  |
| ---------------------------------------------------------- | ---------------------------------------------------------- | ---------------------------------------------------------- | ---------------------------------------------------------- |
| 1                                                          | "Wanna Be Startin' Somethin'"                              | Michael Jackson                                            | Quincy Jones, Jackson(co)                                  |
| 2                                                          | "Baby Be Mine"                                             | Rod Temperton                                              | Jones                                                      |
| 3                                                          | "The Girl Is Mine" (met Paul McCartney)                    | Jackson                                                    | Jones, Jackson(co)                                         |
| 4                                                          | "Thriller"                                                 | Temperton                                                  | Jones                                                      |
| 5                                                          | "Beat It"                                                  | Jackson                                                    | Jones, Jackson(co)                                         |
| 6                                                          | "Billie Jean"                                              | Jackson                                                    | Jones, Jackson(co)                                         |
| 7                                                          | "Human Nature"                                             | Steve Porcaro, John Bettis                                 | Jones                                                      |
| 8                                                          | "P.Y.T. (Pretty Young Thing)"                              | James Ingram, Jones                                        | Jones                                                      |
| 9                                                          | "The Lady In My Life"                                      | Temperton                                                  | Jones                                                      |

| Disc 2: Bonusnummer (aanwezig op de CD en digitale versie van het album) | Disc 2: Bonusnummer (aanwezig op de CD en digitale versie van het album) | Disc 2: Bonusnummer (aanwezig op de CD en digitale versie van het album) | Disc 2: Bonusnummer (aanwezig op de CD en digitale versie van het album) |
| No.                                                                      | Titel                                                                    | Tekstschrijvers                                                          | Productie                                                                |
| ------------------------------------------------------------------------ | ------------------------------------------------------------------------ | ------------------------------------------------------------------------ | ------------------------------------------------------------------------ |
| 1                                                                        | "Starlight"                                                              | Temperton                                                                | Jones                                                                    |
| 2                                                                        | "Got The Hots" (Demo)                                                    | Temperton                                                                | Jones                                                                    |
| 3                                                                        | "Who Do You Know" (Demo)                                                 | Jackson                                                                  | Jackson                                                                  |
| 4                                                                        | "Carousel"                                                               | Michael Sembello, Don Freeman                                            | Jones                                                                    |
| 5                                                                        | "Behind The Mask" (Mike's Mix, Demo)                                     | Jackson, Ryuichi Sakamoto, Chris Mosdell                                 | Jackson                                                                  |
| 6                                                                        | "Can't Get Outta The Rain"                                               | Jackson, Jones                                                           | Jackson, Jones                                                           |
| 7                                                                        | "The Toy" (Demo)                                                         | Jackson                                                                  | Jackson                                                                  |
| 8                                                                        | "Sunset Driver" (Demo)                                                   | Jackson                                                                  | Jackson                                                                  |
| 9                                                                        | "What A Lovely Way To Go" (Demo)                                         | Jackson                                                                  | Jackson                                                                  |
| 10                                                                       | "She's Trouble" (Demo)                                                   | Billy Livsey, Terry Britten, Sue Shifrin                                 | Jones                                                                    |

| Deluxe Edition (enkel onderdeel van de digitale versie) | Deluxe Edition (enkel onderdeel van de digitale versie) | Deluxe Edition (enkel onderdeel van de digitale versie) | Deluxe Edition (enkel onderdeel van de digitale versie) |
| No.                                                     | Titel                                                   | Tekstschrijvers                                         | Productie                                               |
| ------------------------------------------------------- | ------------------------------------------------------- | ------------------------------------------------------- | ------------------------------------------------------- |
| 20                                                      | "Billie Jean" (Home Demo uit 1981)                      | Jackson                                                 | Jackson                                                 |
| 21                                                      | "Billie Jean" (Lange versie)                            | Jackson                                                 | Jones, Jackson(co)                                      |
| 22                                                      | "Billie Jean 2008" (Kanye West Mix)                     | Jackson                                                 | Jackson, West, Anthony Kilhoffer                        |
| 23                                                      | "Beat It" (Demo)                                        | Jackson                                                 | Jackson                                                 |
| 24                                                      | "Beat It 2008" (met Fergie)                             | Jackson                                                 | Jackson, will.i.am                                      |
| 25                                                      | "Wanna Be Startin' Somethin'" (Demo)                    | Jackson                                                 | Jackson                                                 |
| 26                                                      | "Wanna Be Startin' Somethin'" (Tommy D's Main Mix)      | Jackson                                                 | Jackson, Jones, Tommy D                                 |
| 27                                                      | "Wanna Be Startin' Somethin' 2008" (met Akon)           | Jackson, Aliaune Thiam, Giorgio Tuinfort                | Jackson, Akon, Tuinfort                                 |
| 28                                                      | "Human Nature" (7" Remix)                               | Porcaro, Bettis                                         | Jones                                                   |
| 29                                                      | "P.Y.T. (Pretty Young Thing)" (Demo Versie)             | Jackson, Greg Phillinganes                              | Jackson                                                 |
| 30                                                      | "P.Y.T. (Pretty Young Thing) 2008" (met will.i.am)      | Jackson, William Adams, Keith Harris                    | Jackson, will.i.am                                      |
| 31                                                      | "The Girl Is Mine 2008" (met will.i.am)                 | Jackson, Adams, Harris                                  | Jackson, will.i.am                                      |
| 32                                                      | "Thriller" (7" Special Edit)                            | Temperton                                               | Jones                                                   |
| 33                                                      | "Thriller" (Def Thriller Mix)                           | Temperton                                               | Jones, David Morales, Frankie Knuckles                  |
| 34                                                      | "Thriller Megamix"                                      | Jackson, Temperton, Jones, Ingram                       | Jackson, Jones, Jason Nevins                            |